# Doina Gherman
Doina Gherman (n. 29 noiembrie 1982, Chișinău, URSS) este o deputată în Parlamentul Republicii Moldova. Ea este o activistă pentru drepturile femeilor și lucrează pentru a împuternici femeile care supraviețuiesc violenței domestice și de gen, contribuind, în același timp, la întărirea drepturilor femeilor și a conducerii politice a femeilor. Gherman a lucrat în Comisia pentru Drepturile Omului din Parlamentul Republicii Moldova.

## Educație
Gherman este licențiată în studiul limbilor străine la Universitatea de Stat Bălți. Diploma ei de master este în management și a fost acordată de Academia de Administrație Publică din Moldova. Ea a lucrat pentru serviciul vamal al Moldovei și a predat comunicare și branding la Institutul de Științe în Educație înainte de a fi aleasă în Parlament.

## Activitate profesională
Gherman a fost aleasă deputat în Parlamentul Republicii Moldova în 2019, din partea Blocului electoral ACUM Platforma DA și PAS. Apoi la alegerile din 2021 și-a recâștigat un mandat de deputat din partea PAS. Ea este șeful Comisiei pentru politică externă și integrare europeană a Parlamentului în Republica Moldova, și se implică în conturarea politicii externe a țării, în special în ceea ce privește integrarea în Uniunea Europeană.
În februarie 2024 Gherman a fost aleasă vicepreședinte a Parlamentului Republicii Moldova.

## Viață personală
Gherman este căsătorită cu Ion Găleanu și are trei copii.

## Premii
În 2022 Gherman a fost distinsă cu Premiul Internațional Femei Curajoase.